# Сельское поселение «Деревня Берёзовка»
Сельское поселение «Деревня Берёзовка» — муниципальное образование в составе Малоярославецкого района Калужской области России.
Центр — деревня Берёзовка.

## Население
| 2010 | 2012 | 2013 | 2014 | 2015 | 2016 | 2017 |
| ---- | ---- | ---- | ---- | ---- | ---- | ---- |
| 658  | ↘648 | ↘634 | ↘618 | ↘616 | ↘615 | ↗618 |
| 2018 | 2019 | 2020 | 2021 |      |      |      |
| ↘616 | ↘597 | ↗604 | ↗621 |      |      |      |

## Состав
В поселение входят 14 населённых мест:
| №  | Населённый пункт | Тип населённого пункта         | Население |
| -- | ---------------- | ------------------------------ | --------- |
| 1  | Березовка        | деревня административный центр | ↘547      |
| 2  | Бабичево         | деревня                        | ↘6        |
| 3  | Васисово         | деревня                        | ↘8        |
| 4  | Верховское       | деревня                        | ↘5        |
| 5  | Ивановка         | деревня                        | ↘8        |
| 6  | Кириллово        | деревня                        | ↘5        |
| 7  | Мотякино         | деревня                        | ↗23       |
| 8  | Образцово        | село                           | ↗4        |
| 9  | Пешково          | деревня                        | ↘2        |
| 10 | Савиново         | деревня                        | ↘19       |
| 11 | Сергиевка        | деревня                        | ↗3        |
| 12 | Сущево           | деревня                        | ↘3        |
| 13 | Тимовка          | деревня                        | →19       |
| 14 | Якушево          | деревня                        | ↘6        |